# Берхін Йосип Мойсейович
Йо́сип Мойсе́йович Берхін (15 листопада 1904, Чериков, Могильовська губернія, Російська имперія — 25 серпня 1964) — радянський кінорежисер та сценарист.

## Біографія
Працював на кіностудіях Ленінграда з такими режисерами, як Олександр Зархі, Йосип Хейфіц, Оскар Галлай. У 1933 році було створено 3-е творче об'єднання на Ленінградській кінофабриці, де Йосип Берхін працював з такими режисерами, як Фрідріх Ермлер, Григорій Козинцев, Леонід Трауберг, Олександр Зархі, Йосип Хейфіц, Михайло Дубсон.

## Фільмографія
Режисер
- 1931 — людина за бортом (Союзкіно)

Сценарист
- 1929 — Бунт бабусь

- 1930 — Вітер в обличчя (Ленсовкіно)[1]

- 1930 — лицем до лиця.